# Нечаевка (Задонский район)
Неча́евка — село Задонского района Липецкой области Кашарского сельсовета.
Село стоит на левом берегу реки Дон, на правом берегу речки Черниговка, у ключа речки Рогожки. Нечаевка расположены близ шоссе Задонск — Донское. На 1 января 2011 года — 72 жителя.

## История
В 1859 году село Нечаевка (Терновое) состояло из 26 дворов, 138 жителей мужского пола, и 143 женского. Относилось к Тешевской волости . В 1887 в селе было уже 48 дворов, 381 житель обоего пола; было 2 стана, 2 участка мировых судей, 1 участок судебного следователя; находилось в 10,5 вёрст от уездного города.
Ранее эта местность также называлась пустошь Терновое. Имением «пустошь Терновое» владели дворяне Грушецкие — вначале Фёдор Александрович (кавалер орденов, в том числе высшей военной награды — орден Святого Георгия). Фёдор Александрович получил Нечаевку в качестве приданого жены Елизаветы Семёновны Фроловой, переехав сюда в 1870-х из Елецкого уезда, с. Паниковец. Они имели четверых детей:
1. Надежда, вышедшая замуж за историка Мельгунова
2. Александр — кавалер орденов, генерал-майор, генерал-губернатор Тамбова[6];
3. Николай — коллежский регистратор[7], отказавшись от дворянских привилегий, участвовал в русско-турецкой войне в качестве простого солдата, награждён солдатским Георгиевским крестом[6]. Владелец конезавода при деревне Нечаевка (2 жеребца, 26 маток; рысистые)[8].
4. Георгий (уездный агроном Задонского уезда, губернский секретарь[7] Воронежской губернии, член Земского собрания Воронежской губернии и член Задонской уездной оценочной комиссии и уездной землеустроительной комиссии[9]) — последний владелец пустоши. Георгий Федорович получил по завещению матери имение в Нечаевке (иначе Терновое), расположенное рядом с Кашарами.  А в Кашарах было имение Кожиных, где жила Варвара Сергеевна Кожина — ставшая женой Георгия Фёдоровича.

Братья Александр и Николай Грушецкие по списку заявлений землевладельцев об исправлении неверно показанного за ними количества земли, от 19 мая 1883 года при деревне Нечаевка имели 240 десятиндесятин 359 саженей, согласно составленного плана, в котором значится: пахотной 335 десятин 6 саженей, усадебной 3 деятины 1,320 саж., под садами 8 деятин 1,320 саж., сенокосу 19 дес. 1,900 саж., лесу 48 дес. 50 саж., под дорогами 3 дес. 54 саж.. под прудом и водотоком 2 дес. 150 саж., под речкой Чернявкой 3 дес. 1,450 саж., под оврагами 1,200 саж., а всего удобной и неудобной 424 десятины 250 саженей.
Осенью 1917 года Терновое было разгромлено и сожжено большевиками, всё имущество было варварски разграблено. «Вечером того же дня в Дерновое подошла толпа. Взломали двери, из книжных шкафов вытрясли книги — у Георгия Фёдоровича была большая библиотека, облили их керосином, не пощадили и рояль. Набили мешки всяким добром. Кто-то топором разрубил зеркальный шкаф, и, чтоб никому не было обидно, каждой деревенской девушке вручили по «зеркальцу». Дом растащили, сожгли кухню, перевезли в дер. Нечаевку конюшни. Всё раскрыли и железо увезли. В это время Грушецкие вовсе не были богатыми, а только среднеобеспеченными людьми. Они постоянно работали. Его дочь, Зинаида, тогда говорила: «Дерновое могло быть прекрасным санаторием для детей. Вот это я бы, пожалуй, сочла справедливым… А пожар, разграбление чужого имущества — варварство».

## Население
| 2010 | 2011 |
| ---- | ---- |
| 59   | ↗72  |

## Улицы
- Зачиняева П.С.
- Восточная[12]

## Известные жители
- Зачиняев Пётр Спиридонович (р. в 1918 году в д. Нечаевка). В 1938 году закончил Задонское педагогическое училище. После педучилища работал учителем в с. Александровна, затем завучем школы с. Сцепное, потом был призван в армию. Великую Отечественную войну Зачиняев встретил на западной границе. П.С. Зачиняев отличился при форсировании рек Дон и Северный Донец, был награждён медалью «За боевые заслуги» за проявленное мужество и храбрость. Лейтенант Зачиняев, при форсировании реки Днепр в сентябре 1943 года, несмотря на непрерывный обстрел гитлеровцев, уверенно и мужественно командовал катером, который переправлял десантников на противоположный берег. Один раз, когда катер был уже на подходе к берегу, его обстреляли два фашистских самолета[13].